# Linda Jezek
Linda Jezek, née le 10 mars 1960 à Palo Alto, est une nageuse américaine.

## Carrière
Linda Jezek participe aux Jeux olympiques d'été de 1976 à Montréal et remporte la médaille d'argent dans l'épreuve du 4 × 100 m 4 nages avec Shirley Babashoff, Lauri Siering et Camille Wright.